# 米田元気
米田 元気（よねだ もとおき、1983年11月3日 -）は、ラジオNIKKEIに所属する男性アナウンサーである。千葉県柏市出身。早稲田大学第一文学部卒業。

## 概要
2007年、アナウンサーとして福島テレビに入社。2008年にFNSアナウンス大賞・新人部門の部門賞を獲得した。2012年3月、福島テレビを退社。2013年1月1日付けで、ラジオNIKKEIに入社。2016年春に大関隼と入れ替わる形で大阪支社に異動。2020年1月に山本直と入れ替わる形で東京本社に復帰する。
『うまきんIII』では渡辺和昭、競馬LIVEへGO!では藤巻崇や番組のリスナーから「寅さん」という愛称で呼ばれている。
2013年9月8日の中山競馬1RでラジオNIKKEIでの競馬実況デビュー、2014年10月13日の東京ハイジャンプでラジオNIKKEIでの初重賞実況を行った。
2018年12月9日、阪神競馬11Rの阪神ジュベナイルフィリーズ(勝ち馬ダノンファンタジー)で初めてGI実況を担当した。

## 現在の担当番組
- 中央競馬実況中継
  - 本社在籍時は第1放送の関東地区で平地一般競走を中心とした実況・レポートを担当。2016年4月以後の大阪支社移籍後は第2放送・関西地区の総合進行・レポート、及び一部重賞競走開催時の表彰式進行役・場内向け優勝騎手インタビューのみに出演していたが、2017年11月11日の京都競馬第1-3競走でレース実況に復帰した。2018年8月からは後半のレースの担当にも復帰した。
- うまきんIII
- 競馬が好きだ！
- 競馬LIVEへGO!
- 新アナライズド
- 鈴木淑子の地球は競馬でまわってる
- 私を競馬につれてって

## 過去の担当番組

### 福島テレビ
- サタふく（リポーターほか）
- FTVスーパーニュース（金曜日・情熱スポーツ担当、金曜日・土曜日サブキャスター→金曜日・土曜日メインキャスター）
- FNNスピーク 土曜日ローカルニュース（原田幸子アナと隔週交替　福島競馬場開催中は競馬を優先するため出演無し）
- エキサイティング競馬（夏開催時は『みんなのケイバ』→『みんなのKEIBA』）
- めざましテレビ（めざましたんぼエイド）
- FTVニュース（不定期）

### ラジオNIKKEI
- BSイレブン競馬中継[6]（BS11、2020年6月6日から出演）
- うまナビ!イレブン (BS11、2020年6月6日から出演)

## 主な実況履歴
中央競馬
ラジオNIKKEI時代
- 高松宮記念（2019年）[7]
- 桜花賞 （2020年 - 2024年）
- 皐月賞（2025年）
- NHKマイルカップ（2020年 - 2022年）
- 安田記念 （2023年 ‐ ）
- スプリンターズステークス（2020年 - 2022年）
- 天皇賞（秋）（2023年 - ）
- エリザベス女王杯  （2019年 - 2020年）
- マイルチャンピオンシップ （2022年）
- ジャパンカップ  （2021年）
- 阪神ジュベナイルフィリーズ（2018年 - 2019年）[8]
- 朝日杯フューチュリティステークス（2023年）
- ホープフルステークス（2024年）

福島テレビ時代
- 七夕賞（2009年）
- 福島記念（2009年 ‐ 2010年）

地方競馬
- 帝王賞（2021年）